# Ясне (Нижньогородська область)
Ясне (рос. Ясное) — село в Сеченовському районі Нижньогородської області Російської Федерації.
Населення становить 355 осіб. Входить до складу муніципального утворення Сеченовська сільрада.

## Історія
Від 2009 року входить до складу муніципального утворення Сеченовська сільрада.

## Населення
| 2002 | 2010 |
| ---- | ---- |
| 389  | ↘355 |